# Twin City Liner

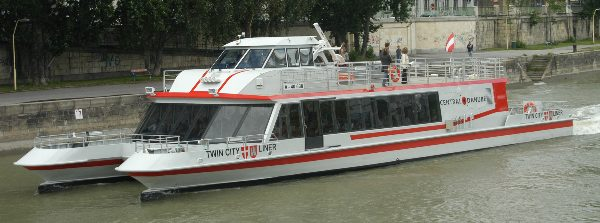
De Twin-City-Liner op het Donaukanaal in Wenen

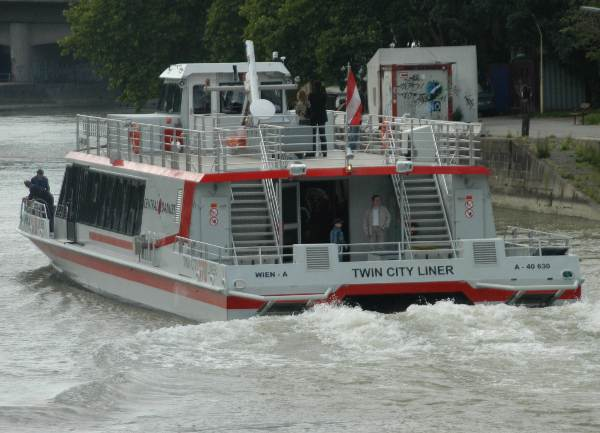
Achterkant van de Twin-City-Liners

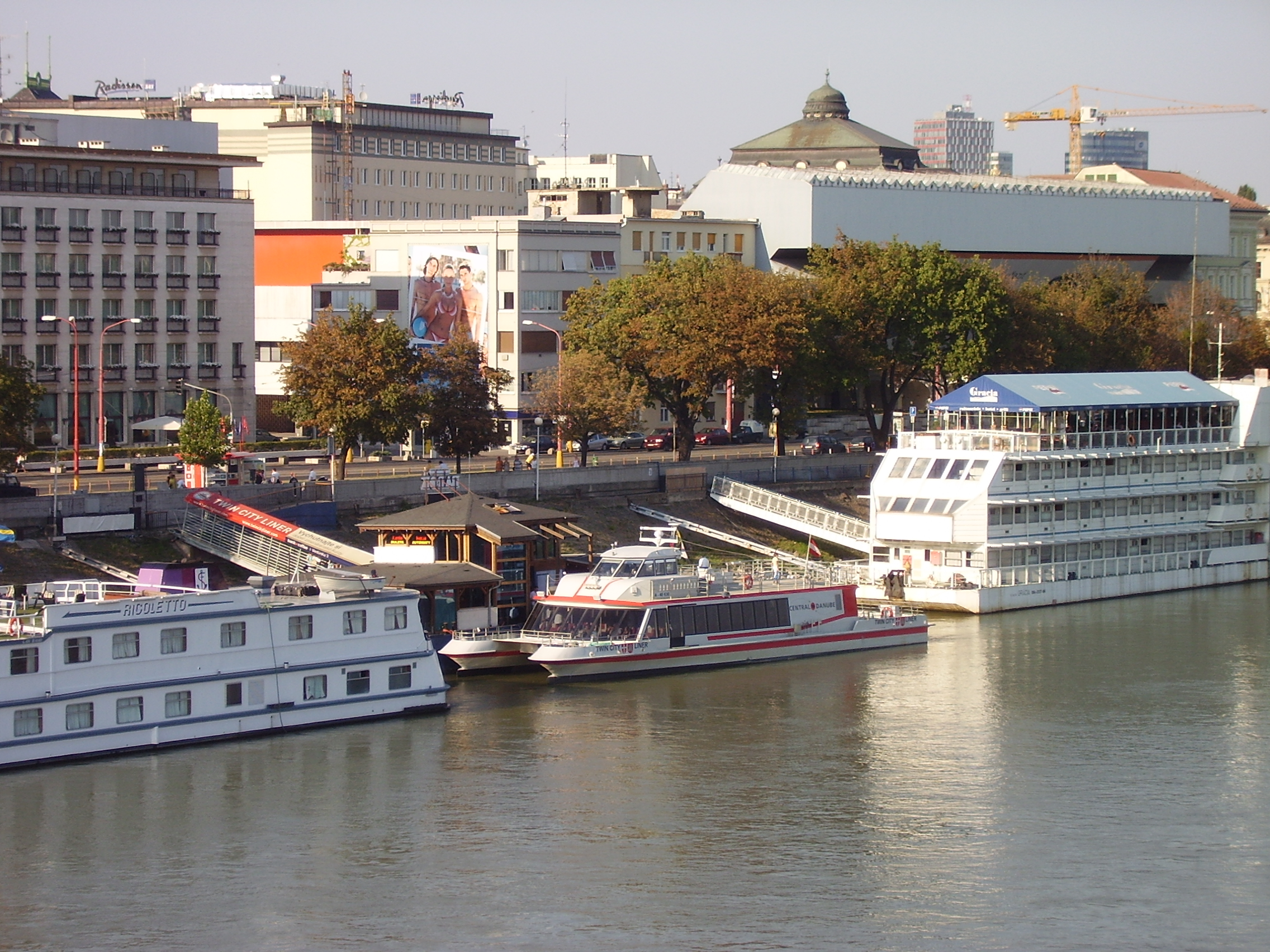
Twin City Liner in Bratislava

De catamaran Twin City Liner vaart sinds 1 juni 2006 tussen de stadscentra van Wenen en Bratislava.
Deze twee hoofdsteden in Europa liggen het dichtste bij elkaar en worden door de Donau verbonden. De Twin City Liner moet deze steden op een comfortabele en snelle manier met elkaar verbinden.

## Schip
Speciaal voor deze lijn werd door de in 1948 opgerichte Noorse werf „Båtservice Mandal“ een catamaran van  aluminium gefabriceerd. Dit om het gewicht zo laag mogelijk te houden. De catamaran heeft een jetaandrijving die ook in de zomer als er laagwater is de boot in staat stelt in de vaart te blijven. De diepgang van de boot is niet meer dan 80 centimeter.
De catamaran werd tussen herfst 2005 en het voorjaar van 2006 in zuid-Noorwegen gebouwd. Daarna werd hij naar Wenen gevaren via de route Skagerrak, Noordzee, Rijn, Main-Donaukanaal, Donau naar de Oostenrijkse hoofdstad.
De catamaran kan 106 personen vervoeren plus de bezetting van één kapitein en twee matrozen als de horecamedewerkers.
De catamaran vaart drie keer per dag de route Wenen - Bratislava.
In eerste instantie was de gedachte dit alleen tussen 1 april en 28 oktober te doen, maar in verband met de grote vraag zal men van 4 november tot en met 17 december ook in het weekend en op feestdagen tweemaal dagelijks varen. 
De vaartijd bedraagt ongeveer 75 minuten.
De Twin City Liner kan ook gehuurd worden.

## Route
In tegenstelling tot de meeste andere schepen die op de Donau varen, vertrekt de Twin City Liner in Wenen niet vanaf de Reichsbrücke maar vanaf de Marienbrücke vlak bij de (Schwedenplatz). Hierdoor bespaart men de reis door de sluis (tijdsbesparing van 30 minuten) en kunnen de passagiers snel naar het centrum van Wenen.
De aankomst in Bratislava is net als in Wenen dicht bij het centrum.

## Doelgroep
De doelgroep voor deze lijn is in eerste instantie de bewoners van Wenen en Bratislava. Men hoopt de burgers op deze manier dichter bij elkaar te brengen. Daarnaast is het een mooie toeristenactie.
Door de grote vraag is het echter bijna onmogelijk om spontaan te besluiten om met de Twin City Liner te varen. Reserveren is noodzakelijk.

## Techniek
- Scheepsromp: aluminium
- Bouwjaar: 2006
- Lengte: 33 meter
- Breedte: 8,5 meter
- Diepgang max.: 0,85 meter
- Hoogte: 6 meter
- Ledig gewicht: 40,5 ton
- maximum gewicht: 54 ton
- Passagiers: 106
- Bemanning: kapitein, 2 matrozen, 1 stewardess
- Aandrijving: 2 MTU diesel-motoren + 2 Hamilton waterjets
- Snelheid: max. 38 knopen (70 km/h)